# Hoa sữa về trong gió
Hoa sữa về trong gió (tên cũ: Chung một mái nhà) là một bộ phim truyền hình được thực hiện bởi Trung tâm Phim truyền hình Việt Nam, Đài Truyền hình Việt Nam do Bùi Tiến Huy làm đạo diễn. Phim phát sóng vào lúc 21h00 thứ 2 đến thứ 6 hàng tuần bắt đầu từ ngày 28 tháng 8 năm 2024 và kết thúc vào ngày 22 tháng 11 năm 2024 trên kênh VTV1.

## Nội dung
Bộ phim xoay quanh gia đình bà Trúc, một cán bộ đã về hưu, có 2 người con là Hiếu và Thuận. Chồng bà Trúc mất sớm, một mình bà nuôi dạy, dựng vợ gả chồng cho 2 đứa con. Những tưởng bà Trúc sẽ nghỉ ngơi tuổi già, vui vẻ bên con cháu, ngày ngày gặp gỡ những người bạn già cùng phố, nhưng không bà vẫn chăm sóc từng ly từng tý cho các con, các cháu mà không phân biệt dâu, rể hay con trai, con gái. Và từ đó, những mâu thuẫn, khúc mắc, biến cố trong gia đình nhỏ của Hiếu - Linh, Thuận - Khang, hay chuyện tình yêu, công việc của cháu gái Trang cũng vẫn là những nỗi u sầu, trăn trở của bà Trúc.

## Diễn viên
- Thanh Quý trong vai Bà Trúc
  - Khuất Quỳnh Hoa trong vai Bà Trúc hồi trẻ
- Nguyễn Tiến Đạt trong vai Ông Tùng
- Vũ Thanh Tú trong vai Bà Cúc
- Ngọc Thu trong vai Bà Mai
- Lê Bá Anh trong vai Hiếu
- Vũ Phong vai Hiếu hồi bé
- Nguyễn Thanh Hương trong vai Thùy Linh
- Lê Tú Oanh trong vai Bà Xoài
- Võ Hoài Anh trong vai Trang
  - Chu Quỳnh Chi vai Trang hồi bé
- Huyền Sâm trong vai Thuận
  - Khánh An vai Thuận hồi bé
- Nguyễn Ngọc Quỳnh trong vai Minh Khang
- Đỗ Thế Gia Long trong vai Phong
- Chu Diệp Anh trong vai Phương
- Nguyễn Việt Thắng trong vai Ông Lợi
- Đoàn Phú Thăng trong vai Ông Tân
- Trương Thu Hà trong vai Hạnh
- Hoàng Huy trong vai Ông Bảo
- Phương Hạnh trong vai Bà Thanh
- Phạm Minh Nguyệt trong vai Bà Vân
- Diệp Bích trong vai Bà Hoa
- Hoàng Thanh Dương trong vai Khế (xe ôm)
- Nguyễn Vĩnh Xương trong vai Tổng biên tập
- Sỹ Hưng trong vai Khánh
- Hàn Trang trong vai Hoàng Anh
- Đỗ Thanh Tùng trong vai Thịnh
- Hoàng Lâm Tùng trong vai Nghĩa
- Lương Ngọc Dung trong vai Dung
- Hương Linh (Linh Anna) trong vai Hoàn
- Phùng Khánh Linh trong vai Oanh
- Nguyễn Tiến Ngọc trong vai Bách
- Trần Trung Kiên trong vai Quân
- Thanh Hiền vai Bà Xuân
- Đặng Tất Bình trong vai Chồng bà Xuân
- Lý Chí Huy trong vai Đồng nghiệp Khang
- Nguyễn Phú Kiên trong vai Ông Hoàng
- Thu Huyền trong vai Bà Mỹ
- Chu Mạnh Cường trong vai Trợ lý Tổng biên tập
- Đình Chiến trong vai Em ông Tùng

## Ca khúc trong phim
Bài hát trong phim là ca khúc Nếu buồn, hãy buồn ở Hà Nội do Dương Trường Giang sáng tác và ft. Nguyễn Việt Hùng thể hiện.

## Sản xuất
Hoa sữa về trong gió do Bùi Tiến Huy sau Thương ngày nắng về, đảm nhận vai trò đạo diễn, với phần kịch bản được chấp bút bởi nhóm biên kịch gồm Đỗ Hương Anh, Đặng Thiếu Ngân, Chu Hồng Vân, Chu Hà Linh.
Vai chính của phim lần lượt được giao cho Thanh Hương, Thanh Quý, Huyền Sâm, Ngọc Quỳnh, Bá Anh, Võ Hoài Anh.
Buổi họp báo ra mắt bộ phim tổ chức vào ngày 21 tháng 8 năm 2024 tại Hà Nội, Tác phẩm sau đó chính thức lên sóng vào lúc 21h00 từ thứ 2 đến thứ 6 hàng tuần trên VTV1, bắt đầu từ ngày 28 tháng 8 cùng năm sau khi Những nẻo đường gần xa kết thúc.

## Giải thưởng và đề cử
| Năm  | Giải thưởng  | Hạng mục              | (Người) đề cử      | Kết quả   | Nguồn             |
| ---- | ------------ | --------------------- | ------------------ | --------- | ----------------- |
| 2024 | Ấn tượng VTV | Nữ diễn viên Ấn tượng | Nguyễn Thanh Hương | Đoạt giải | [ 1 ] [ 2 ] [ 3 ] |

## Thay đổi lịch phát sóng
- Hoãn 1 tập vào ngày 30 tháng 8 để nhường sóng cho THTT Lời người để lại, nên dự kiến tập 3 vào ngày 2 tháng 9.
- Hoãn 1 tập vào ngày 10 tháng 10 để nhường sóng cho chương trình THTT Hà Nội - Bản hùng ca phố, nên dự kiến tập 30 vào ngày 11 tháng 10.
- Hoãn 1 tập vào ngày 14 tháng 10 để nhường sóng cho chương trình THTT Tự hào nông dân Việt Nam 2024, nên dự kiến tập 31 vào ngày 15 tháng 10.
- Hoãn 1 tập vào ngày 22 tháng 10 để nhường sóng cho chương trình THTT Sắt sao một niềm tin, nên dự kiến tập 36 vào ngày 23 tháng 10.
- Hoãn 1 tập vào ngày 4 tháng 11 để nhường sóng cho chương trình THTT Lễ công bố Sản phẩm đạt Thương hiệu quốc gia Việt Nam lần thứ 9 năm 2024, nên dự kiến tập 45 vào ngày 5 tháng 11.
- Hoãn 1 tập vào ngày 15 tháng 11 để nhường sóng cho chương trình THTT Hồ Chí Minh - Hành trình khát vọng 2024, nên dự kiến tập 52 vào ngày 18 tháng 11.